# Flagge der Autonomen Republik Krim
Die Flagge der Autonomen Republik Krim (völkerrechtlich zur Ukraine gehörende Gebietskörperschaft) wird in ihrer heutigen Form seit dem Jahr 1992 verwendet. Am 21. April 1999 wurde sie vom Vorsitzenden der Werchowna Rada der Autonomen Republik Krim als offizielle Flagge der autonomen Republik der Ukraine bestimmt.
Die Flagge besteht aus drei horizontalen Balken in Blau, Weiß und Rot im Verhältnis 1:4:1. Am 6. Mai 1992 rief das Parlament die Autonome Republik Krim aus, eine offizielle Flagge lag aber zu diesem Zeitpunkt noch nicht vor. Am 5. Juni 1992 wurden dem Parlament fünf Vorschläge zur Entscheidung übergeben. Am 24. September 1992 wurde der Vorschlag V. Trusov und A. Malgin, der ursprünglich noch ein Emblem trug, ohne letzteres vom Obersten Rat der Krim offiziell bestätigt.